# Stazione di West Ham
La stazione di West Ham è una stazione situata nel quartiere omonimo, nel borgo londinese di Newham.

Questa stazione è servita dai servizi della metropolitana di Londra e Docklands Light Railway, nonché dei servizi ferroviari nazionali transitanti lungo la ferrovia Londra-Shoeburyness.

## Storia
La stazione fu aperta nel 1901 dalla società London, Tilbury and Southend Railway, lungo la linea ferroviaria che congiunge da Fenchurch Street a Barking, aperta dalla stessa società nel 1858.

Si chiamava West Ham (Manor Road) tra il 1924 e il 1969. Venne ricostruita e abbondantemente ampliata nel 1999 con l'aggiunta di quatto piattaforme, una nuova sala biglietteria e altri varchi. I servizi della North London Line sono stati sospesi nel 2006 per far posto alla derivazione della DLR, Stratford International, che entrò in funzione nel 2011.

## Strutture e impianti
La struttura della stazione consta di quattro banchine a isola, due sopraelevate con andamento est-ovest e altre due, perpendicolari ai primi, sul piano campagna; dando un totale di otto binari alla stazione.
Al piano superiore, i binari 1 e 2, situati sul lato settentrionale del fascio di binari, sono utilizzati dai treni delle linee District e Hammersmith & City; i binari 7 e 8, situati sul lato meridionale della stazione, invece, sono utilizzati dai servizi regionali di C2c. 
Al piano inferiore, invece, sui binari 3 e 4, situati sul lato orientale del fascio di binari, effettuano fermata i treni della DLR; mentre, i binari 5 e 6, situati sul lato occidentale del fascio di binari, sono riservati ai servizi della linea Jubilee.
Il fabbricato viaggiatori e i passaggi di collegamento sono rifiniti in un misto di mattoni rossi, cemento e vetro.
Per raggiungere il piano inferiore, ove transitano la linea Jubilee e la DLR, dal resto della stazione, è presente un piano mezzanino accessibile da scale mobili, ascensori e scale.
A est della stazione di West Ham è un presente un tronchino, utilizzato per compensare la capacità d'inversione perduta a causa della ricostruzione della stazione di Whitechapel, come parte del progetto Crossrail. Quest'opera è stata commissionata il 17 gennaio 2011.

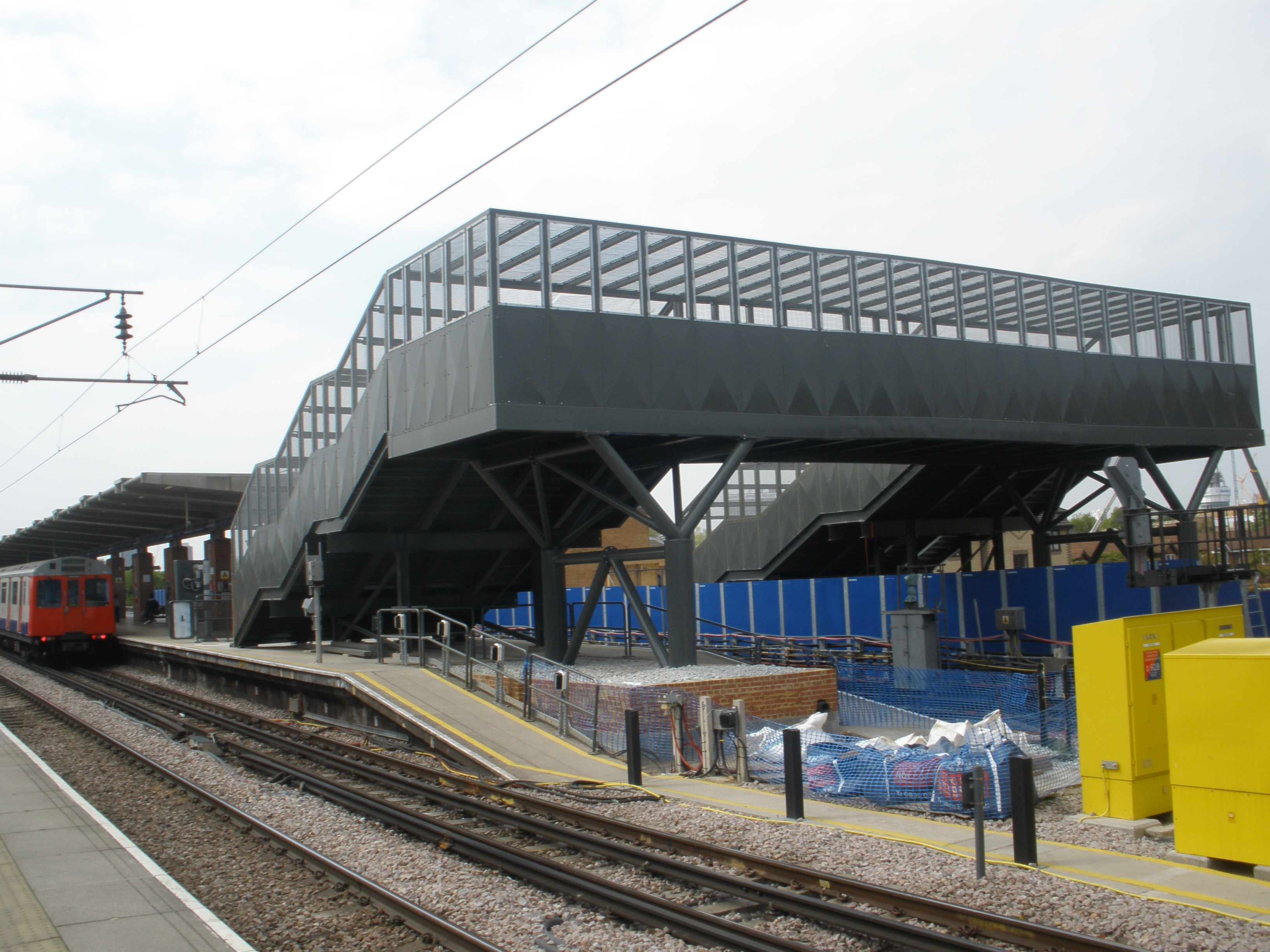
La passerella che servita l'uscita dalla stazione in direzione della Greenway, nel 2012.

La stazione è stata temporaneamente modificata per permetterle di sopportare un aumento del numero di passeggeri durante i giochi olimpici del 2012. La stazione è stata estesa per permettere un accesso pedonale diretto alla Greenway, la pista ciclopedonale posta nei pressi delle linee District e Hammersmith & City, che connetteva direttamente al Parco Olimpico a Stratford.
Questa modifica ha riguardato la costruzione di scale temporanee e di una passerella all'estremità orientale della banchina delle linee District e Hammersmith & City, che attraversava il binario in direzione est e correva poi parallelo alla piattaforma fino a Manor Road.
La costruzione è iniziata nel gennaio del 2011 ed è stata rimossa a metà ottobre del 2012. Le fondamenta del ponte temporaneo sono state lasciate per un possibile uso in caso di futura estensione della stazione.

## Movimento
West Ham è un nodo ferroviario con servizi operati da C2c, Docklands Light Railway e London Underground (linee District, Hammersmith & City e Jubilee).
Il tipico servizio negli orari di morbida consta di docici treni all'ora della linea District in direzione Upminster e dodici in direzione Earl's Court (sei dei quali proseguono per Ealing Broadway, gli altri sei per Richmond).
Sulla linea Hammersmith & City, vi sono sei treni all'ora per Hammermsmith e sei per Plaistow (tre dei quali proseguono fino a Barking).
Sulla linea Jubilee, infine, transitano sedici treni all'ora verso Stratford e altrettanti verso Stanmore.
Per quanto concerne il servizio della Docklands Light Railway, da West Ham transitano sei treni all'ora in direzione Stratford International e sei treni all'ora verso Woolwich Arsenal.
Vi sono otto treni di C2c all'ora in direzione di Londra Fenchurch Street, quattro per Shoeburyness, due per Grays (via Rainham) e due per Southend Centrale (via Ockendon).

## Interscambi
Nelle vicinanze della stazione effettua fermata una linea automobilistica urbana, gestita da London Buses.
- Fermata autobus